# Alexander Kolb (Unternehmer)

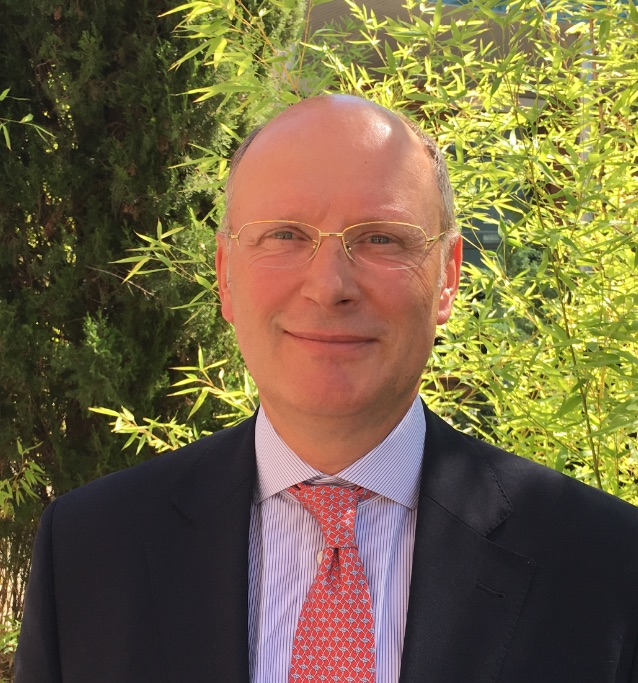
Alexander Kolb (2017)

Alexander Kolb (* 4. März 1961 in Aschaffenburg) ist ein deutscher Bankmanager und Hochschullehrer sowie Automobilrennsportler.

## Leben
Alexander Kolb, Sohn einer Aschaffenburger Arztfamilie, studierte Betriebswirtschaftslehre an der Julius-Maximilians-Universität Würzburg. Während des Studiums arbeitete er zwei Jahre bei Fiat in Turin und in der Fiat Bank in Heilbronn. 1987 wurde er Trainee im Firmenkundenbereich der Bayerischen Vereinsbank. 1990 wurde er bei Wolfram Engels mit der Arbeit Absatzfinanzierung in der Automobilindustrie und im Einzelhandel in der Bundesrepublik Deutschland an der Johann-Wolfgang-Goethe-Universität Frankfurt am Main zum Dr. rer. pol. promoviert. Nach verschiedenen Positionen im Firmenkundengeschäft wurde er im Rahmen des Tucherkreises für den Führungsnachwuchs der Bayerischen Vereinsbank AG von dieser für eine Tätigkeit bei Heidelberger Zement/Erlenbach GmbH & Co freigestellt. Dort war er Mitglied und Sprecher der Geschäftsleitung. Nach seiner Rückkehr im Jahr 1993 wurde er Leiter der Niederlassung Frankfurt am Main der Bayerischen Vereinsbank AG. Bis zu seiner Berufung in den Bereichsvorstand 2003 übernahm Alexander Kolb verschiedene Führungsaufgaben im Firmen- und Privatkundengeschäft. Von 2004 bis 2018 war er Geschäftsführer der CPWJ Verwaltungs–GmbH der Unternehmerfamilie Werhahn.
Er war von 2000 bis 2020 Verwaltungsratsmitglied der Firma Wilh. Werhahn KG in Neuss. Er war seit 2006 Mitglied des Aufsichtsrats und seit 2014 mit Umwandlung des Unternehmens Mitglied des Beirates des Bauunternehmens OBG AG in Ottweiler. Er war von 2008 bis 2010 Mitglied des Beirates der Credit Suisse Deutschland AG. Seit 2011 ist er Vorsitzender des Beirates der deutschen Vermögensverwaltungsgesellschaft der Investmentbank Rothschild. Er war von 2003 bis 2019 Vorsitzender des Anlagebeirates des Bolle Fonds und ist Mitglied in Anlageausschüssen verschiedener Familienindustrieunternehmen. Seit 2005 ist Alexander Kolb Mitglied des Kuratoriums der Stiftung Geburtshaus Papst Benedikt XVI. Seit 2010 ist er Mitglied des Beirates der KNA-Promedia-Stiftung der Katholischen Nachrichten-Agentur.
Seit 1992 hatte Kolb einen Lehrauftrag an der Fachhochschule Würzburg inne. 2006 wurde er durch die Bayerische Staatsregierung zum Honorarprofessor für Finanzdienstleistungen an die Hochschule Aschaffenburg berufen. Er lehrt die Fächer Bankbetriebslehre, Finanzdienstleistungen, Kreditgeschäft.

## Motorsport

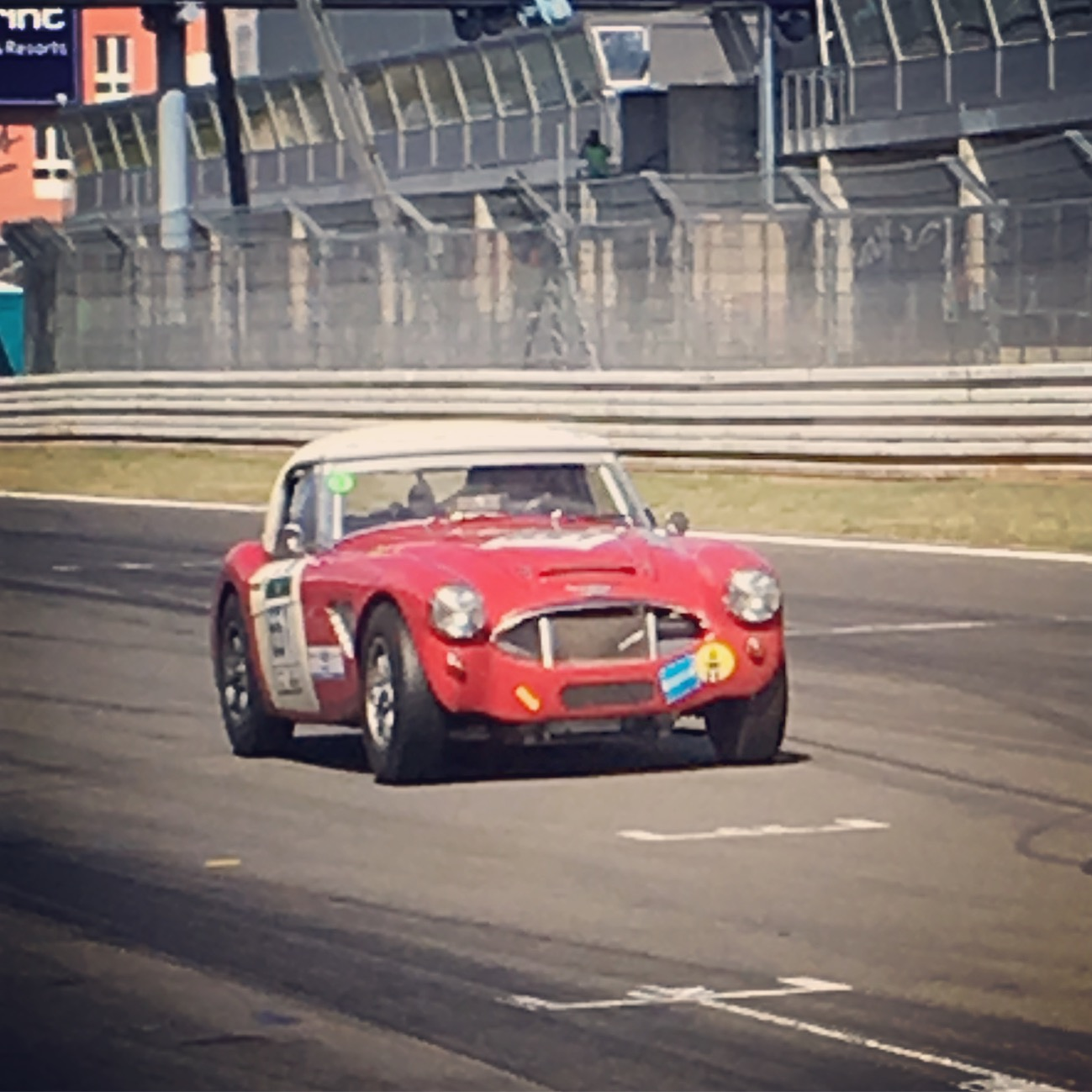
Austin-Healey bei den Nürburgring Classic 2017 (Fahrer Alexander Kolb)

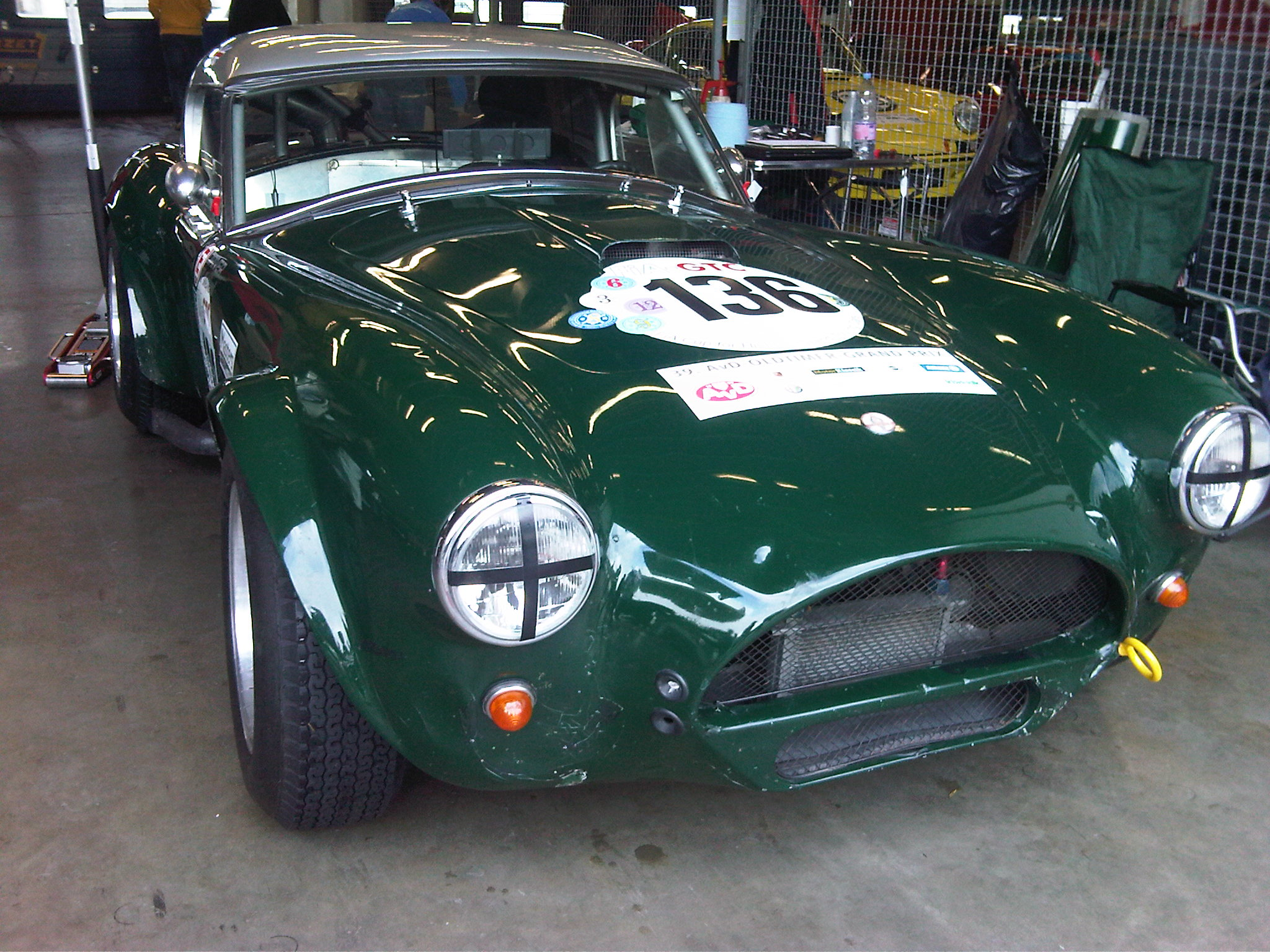
AC Shelby Cobra 289 Mk II

Seit 1979 ist Alexander Kolb im Oldtimer-Automobilsport aktiv und fährt hauptsächlich mit Oldtimer-Fahrzeugen insbesondere mit Austin Healey 3000 MK II. Er nimmt sowohl an den Rennserien FHR Langstreckencup und Historische Tourenwagen- und GT-Trophy (HTGT) teil. Zudem startet er regelmäßig bei dem ADAC 24h-Classic und AvD-Oldtimer-Grand-Prix. Kolb ist Vorstandsmitglied und erster Sprecher der Fahrergemeinschaft Historischer Rennsport mit circa 700 Mitgliedern.
Er war zwischen 2005 und 2020 siebenmal Klassensieger der Meisterschaften in der GT-Klasse 8 im FHR Langstreckenpokal. Darüber hinaus hat er mehr als 100 Klassensiege in der GT8 Klasse in verschiedenen Rennserien. Gesamtsiege erkämpfte er auf dem Austin-Healey 3000 MK I bei der Westphalen-Trophy auf dem Nürburgring im Oktober 2013, 2015 sowie beim ADAC 24h-Classic 2021 mit dem Austin-Healey 3000 MK II und auf der Shelby Cobra 289 am Hockenheimring im Mai 2021.
Im modernen Motorsport war das Jahr 2009 mit mehreren Klassensiegen auf dem Aston Martin V8 Vantage GT4 in der VLN und beim ADAC 24h-Rennen auf dem Nürburgring erfolgreich. Seit 2016 wurden in der Klasse SP8 in der Rennserie VLN Langstreckenmeisterschaft Nürburgring, seit 2020 bekannt als Nürburgring Langstrecken-Serie (NLS), auf dem Aston Martin GT8 und dem Mercedes-AMG GT4 mehr als 20 Klassensiege eingefahren. Zuletzt war er mit dem Mercedes-AMG GT4 als Klassensieger SP4T+SP8T beim 53. ADAC Barbarossapreis 2021 erfolgreich.